# سلول‌های خورشیدی رنگ‌حساس
سلول خورشیدی رنگ-حساس (به انگلیسی: Dye-sensitized solar cell) (یا به اختصار DSSC, DSC, DYSC) گونه‌ای سلول خورشیدی ارزان قیمت متعلق به دسته سلول‌های خورشیدی لایه نازک است. اساس کار این سلول‌ها یک‌نیمه‌رساناست که به وسیلهٔ یک آند حساس به نور و یک الکترولیت تشکیل می‌گردد.
گرچه راندمان تبدیل انرژی در این سلول‌ها نسبت به دیگر سلول‌های خورشیدی پایین‌تراست اما آنچه باعث توسعه این نسل از سلول‌ها شده پایین بودن نسبت قیمت بر عملکرد آنهاست که تولید انرژی را به‌طور چشم‌گیری مقرون‌به‌صرفه کرده‌است. به افتخار سازنده این سلول‌ها، میخائیل گرتزل، آن‌ها را با نام Grätzel cell نیز می‌شناسند.

## ساختار
تیتانیا (TiO
2) که یک نیمه‌رساناست ماده اصلی این سلول‌ها و در نقش آند است که یک مولکول رنگ (همان dye) که جاذب نور خورشید است، روی آن را می‌گیرد. این مولکول همانند سبزینه در گیاهان عمل می‌کند. برای افزایش بازدهی، باید ساختار تیتانیا متخلل بوده تا حداکثر سطح تماس با مولکول به وجود آید. این ساختار با یک الکترولیت پوشانیده شده و یک فلز مانند پلاتین، نقره یا طلا که در نقش کاتد است روی آن رسوب داده می‌شود تا سلول بدست آید.

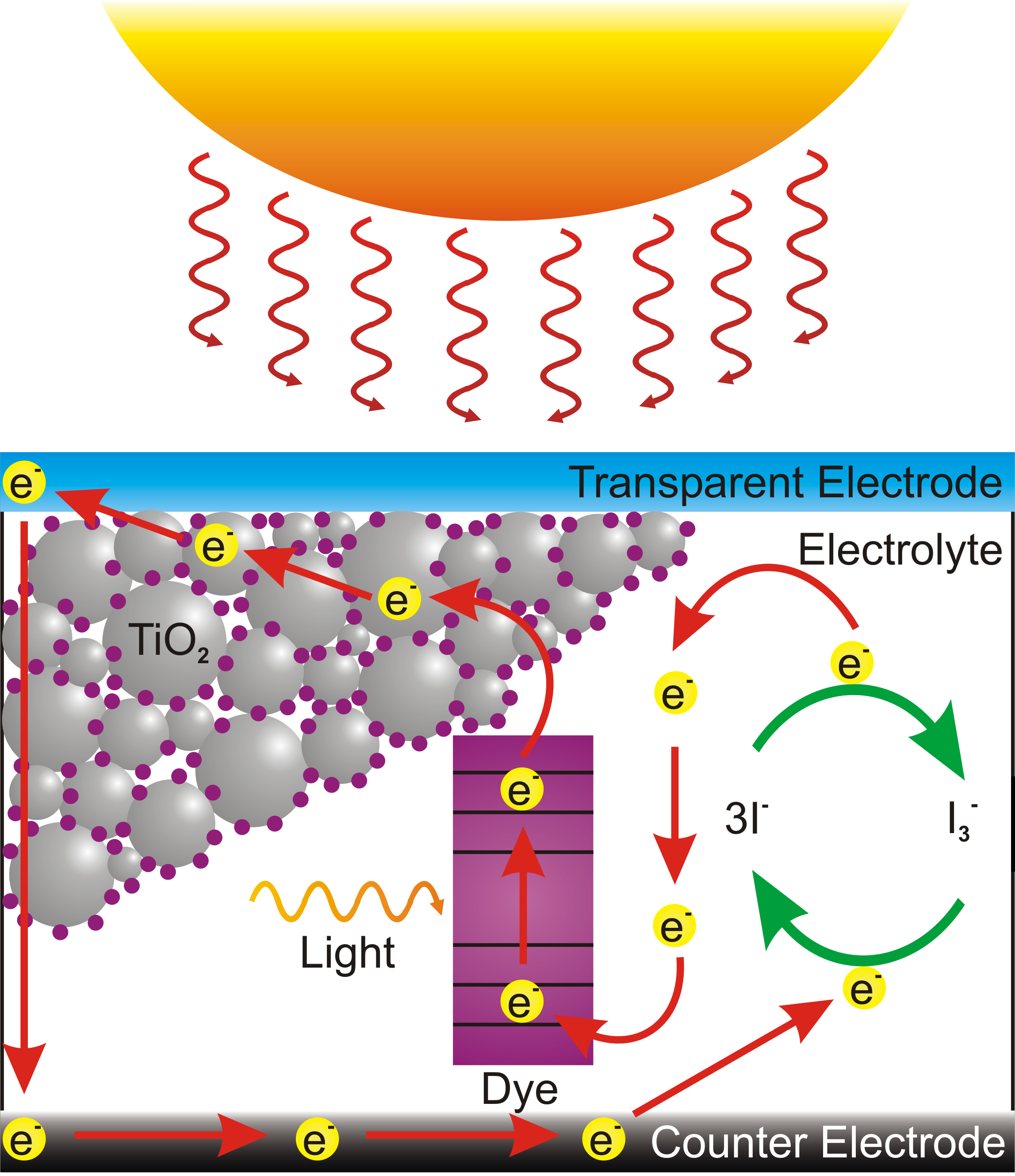

## نحوه کار

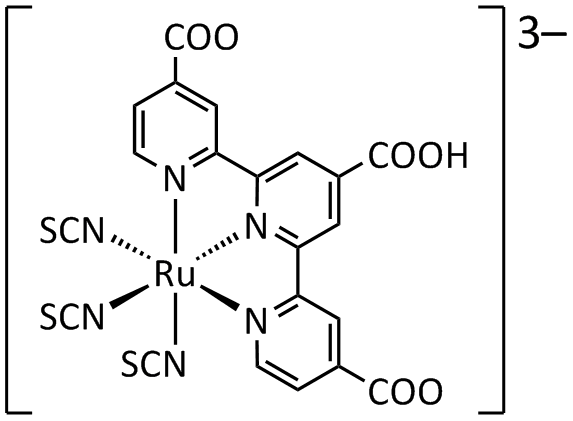
ترکیبات سلول خورشیدی رنگ-حساس

نور خورشید با عبور از الکترولیت شفاف، به مولکول رنگ رسیده و الکترون‌های آن را برانگیخته می‌کند. این الکترونها وارد تیتانیا می‌شوند. تیتانیا نیمه‌رسانا با نوار ممنوعه حدود ۳/۵ الکترون‌ولت است. الکترون‌ها درین نوار ممنوعه جذب و تیتانیا میدان الکتریکی و در نتیجه آن جریان ایجاد می‌کند. این جریان وارد مدار شده و بعد به کاتد انتقال می‌یابد. کاتد همچنین نقش کاتالیزور نیز دارد و الکترون‌ها را وارد الکترولیت می‌کند تا از طریق واکنش شیمیایی در الکترولیت، دوباره الکترون‌ها وارد مولکول رنگ شوند.
در سلول‌های قدیمی سیلیکونی، هر دو کار تهییج الکترون با نور رسیده، و تولید جریان با میدان الکتریکی ناشی از الکترون‌ها بر عهده سیلیکون است درحالی که در سلول‌های رنگ-حساس تهییج الکترونی به وسیلهٔ مولکول رنگ و جریان با تیتانیا انجام می‌گیرد.